# Enea Bota Pop
Enea Bota Pop (n. 22 martie 1875, Năsăud, Austro-Ungaria – d. 17 iulie 1954, Turda, Cluj, România) a fost un deputat la Marea Adunare Națională de la Alba Iulia, ca delegat de drept al Protopopiatului greco-catolic Luduș.

## Biografie
Enea Bota Pop a fost preot la Șard, județul Alba, apoi la Sebeș și din 1914 la Luduș. A fost membru al Congregației comitatului Alba Inferioară. În 1911 participă la Adunarea Jubiliară a „Astrei” organizată la Blaj. Acesta organizează Sfatul Național Român și Garda Națională din Luduș. În 1922, devine protopop la Luduș. A fost membru P.N.R. apoi P.N.Ț.. În 1919 a fost senator de Turda-Arieș. Între anii 1931-1934 a lucrat ca președintele Consiliului Județean Turda.

## Educație
Enea Bota Pop a absolvit Seminarul Teologic Blaj.

## Activitate politică
Enea Bota Pop a fost delegat al Protopopiatului greco-catolic Luduș la Marea Adunare Națională de la Alba Iulia. În 1919 a fost senator de Turda-Arieș.